# プロコーフィー・ジャパリーゼ
プロコーフィー・アプラシオノヴィチ・ジャパリーゼ（ロシア語: Прокофий Апрасионович Джапаридзе、グルジア語: პროკოფი ჯაფარიძე、1880年1月15日 - 1918年9月20日）は、グルジア人のボリシェヴィキであり、26人のバクー・コミッサールの一員である。アリョーシャ (Алёша) の党名を持つ。

## 生涯
1880年1月15日（ユリウス暦1月3日）、ロシア帝国クタイス県シャルドメチ (ka) で、地主の家庭に生まれた。1896年から1900年までチフリスのアレクサンドロフスク教職学校で学び、在学中の1898年にロシア社会民主労働党へ入党。1990年8月に鉄道労働者のデモを組織した罪で逮捕され、11か月をメテヒ刑務所で過ごした後クタイス県へ戻された。
1901年から1904年までロシア社会民主労働党イメレティア＝ミングレリア・カフカース連合委員会で、1904年8月からはバクー委員会で働き、現地での社会民主主義組織「ヒンメト」の創設に関わった。1905年の第3回党大会に出席し、ウラジーミル・レーニンと面識を得た。翌1906年から1908年まで、『バキンスキー・ラボーチー』・『グドーク』(ru) などボリシェヴィキ系新聞の編集に携わった。1906年から1909年までは石油労働者組合の長として、バクーでの労働運動を指導した。1908年から1911年までは繰り返し逮捕され、ヴェリキイ・ウスチュグで3年を過ごす。その後1914年6月からチフリスの党組織で働き始めたが、翌1915年5月にまたも逮捕され、エニセイ県へ送られた。しかしほどなくチフリスへ脱走し、第一次世界大戦中はトラブゾンでロシア兵に対する宣伝活動に従事した。
二月革命後はボリシェヴィキのバクー委員会メンバーとなり、ステパン・シャウミャン、ナリマン・ナリマノフ、メシャジ・アジズベコフ、スルタン・メジド・エフェンディエフ、イヴァン・フィオレトフらとともにバクーの革命運動に関わった。同1917年8月にボリシェヴィキ中央委員会メンバー候補に選出され、翌9月からストライキ委員会議長、12月からバクー・ソビエト執行委員会副議長、翌1918年1月から同委員会議長を歴任。同年3月にミュサヴァト党による反乱が発生すると、革命防衛委員会メンバーとしてその鎮圧に関わった。翌4月にバクー・コミューンの内務委員、6月に食糧委員に任命されたが、7月末にコミューンが崩壊すると逮捕され、1918年9月20日に他のコミューン成員らとともにザカスピ州のカスピ海横断鉄道沿線で銃殺された。
1980年、バクーのレーニン大通り (az) とバギファ大通りの交差点に、オマル・エリダロフ（制作）とラシム・アリエフ（建築）による、ジャパリーゼを記念する花崗岩と青銅製の記念碑が建てられた。この作品によってエリダロフは1982年にアゼルバイジャン・ソビエト社会主義共和国人民芸術家の称号を授与されたが、記念碑は2009年4月に解体された。跡地には2012年1月にコログルの記念碑が建てられた。

## 人物
バクーでジャパリーゼと行動を共にしていたアナスタス・ミコヤンは、ジャパリーゼについて「にぎやかで、いささか激しやすい」人物で、「永遠にどこかへ急いでいるような印象」を受けた、と後に書いている。また、バクー・コミューンの崩壊によってジャパリーゼとミコヤンが船でバクーを離れることを余儀なくされた時、船の行先が社会革命党の拠点であると知ったミコヤンが「反対する者は海に放り込んで行先を変えさせる」と提案したのに対し、ジャパリーゼは「この人非人め」と罵ってそれを制止したという。